# 史蒂夫·米克斯
史蒂文·查尔斯·米克斯（英語：Steven Charles Mix，1947年12月30日—），美国NBA联盟前职业篮球运动员。他在1969年的NBA选秀中第5轮第61顺位被底特律活塞选中。